# Trivigno
Trivigno è un comune italiano di 602 abitanti della provincia di Potenza in Basilicata.

## Geografia fisica

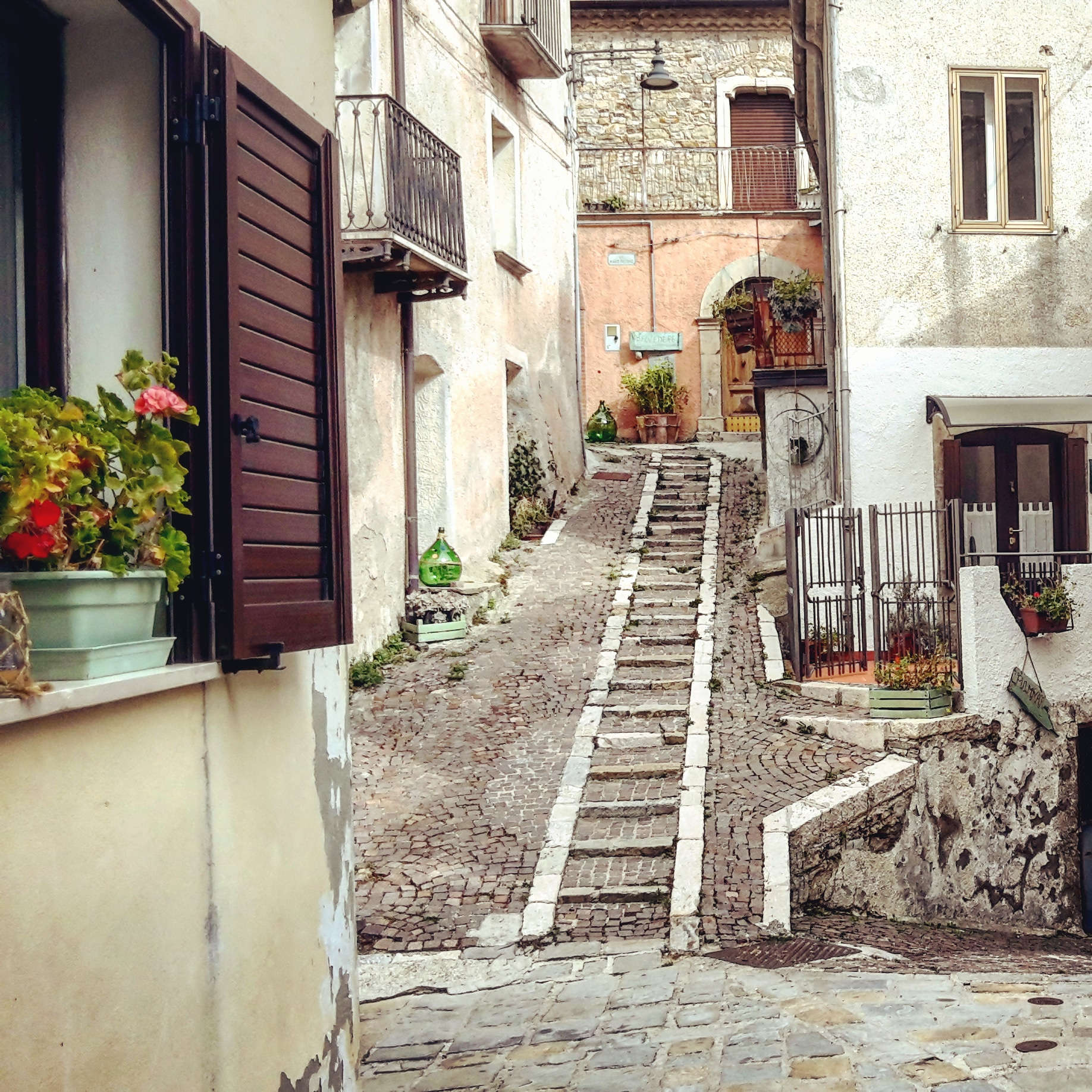
Trivigno (PZ)

Sorge su un colle posto a 735 m sul livello del mare, nella parte centro-orientale della provincia, al confine con le Dolomiti lucane.
La superficie è solcata da torrenti che scendono verso il Basento; a ovest il vallone Brutto parte dalla cima del monte Cute a 1190 m, congiungendosi quasi alla fine con quello di San Giovanni, che delimita il confine con Brindisi di Montagna; a est il torrente Camastra segna il confine con Castelmezzano; a nord-est il vallone dell'Inferno, che per un breve tratto separa i territori di Trivigno da quelli di Anzi..

## Origine del nome
Trivigno deriva da "trivinea", nome con il quale il feudo è menzionato per la prima volta nel Registro dei Baroni del XII secolo. È un nome composto da "tri", che potrebbe derivare da "trilla", "trela", o "trila" ossia cancelli ingraticciati da cui il francese "treille". Il "trillata vinea" dal latino basso era una vigna a pergolato; da tale nome derivò "Trivinea" cioè pergolato o ordini di viti che stendono i tralicci su pertiche orizzontali o legati su arbusti di pioppi capitozzati.

## Storia

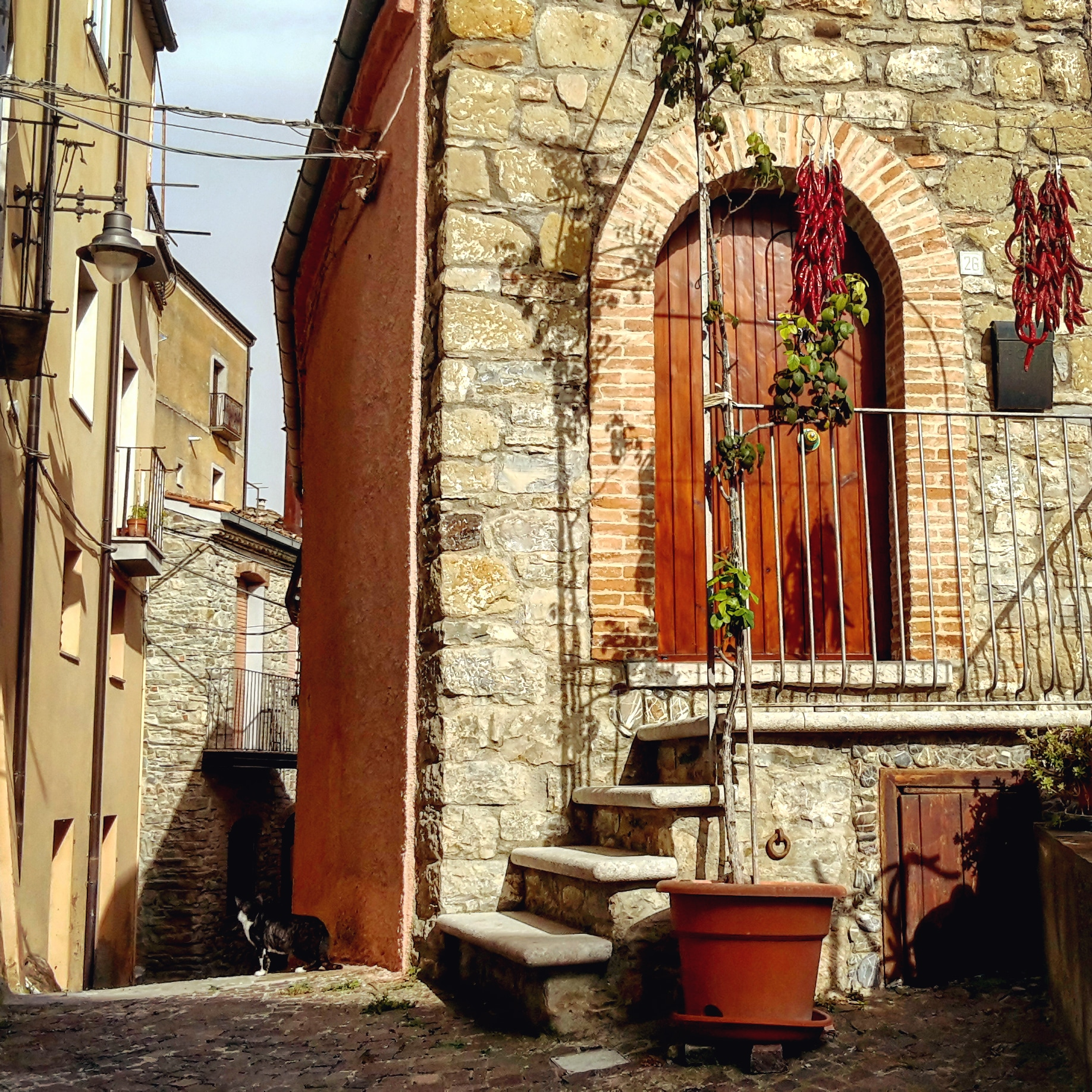
Trivigno (centro storico)

### Medioevo
Le prime notizie sul feudo di "Trivinea" risalgono al periodo normanno, tra il 1000 e il 1500. I Normanni sono presenti in Basilicata già nella Contea di Melfi fin dal 1043 con Guglielmo d'Altavilla e i suoi figli Ruggiero e Roberto, che alla sua morte si espansero fino alla Sicilia e poi verso nord. Nel 1101 a Ruggiero I succede Ruggiero II che riunì vari territori e a Palermo si fece incoronare Re di Puglia e Sicilia. In ogni regione sotto il suo dominio si faceva rappresentare dai Giustizieri e dai Camerari che amministravano il potere e la giustizia di tale regione. Per rendere l'amministrazione statale più efficiente nel 1150 vennero istituiti i "Defetari" (registri amministrativi) in cui furono annotati e descritti i singoli feudi e i "servitia" gravati su essi. Sulla base di questi dati fu possibile suddividere il regno in "Comestabulie" (circoscrizioni territoriali) che a sua volta comprendeva una o più contee. Si susseguì il re Guglielmo il Buono che dispose la revisione delle rendite di ogni feudo e l'aumento del "servitium militum" a lui dovuto da parte dei feudatari. Da altre notizie si sono in parte trovati dei nomi di feudi esistenti in Basilicata nel secolo XII, la loro consistenza economica e il barone che era il possessore. Ed è uscito fuori che nella Contea di Tricarico, inclusa nel Principato di Taranto, con a capo Ruggiero Sanseverino, tra i feudi dipendenti dalla "Curia Regis" risultò anche "Trivinea" infeudato e concesso alla moglie di Guglielmo Monaco con la prestazione di un milite armato e dotato di cavallo.

### Brigantaggio postunitario
Nel novembre 1861 le bande della Basilicata, capitanate da Carmine Crocco e dal generale catalano José Borjes, si diressero verso Potenza attaccando il 3 novembre la cittadina di Trivigno. Sugli avvenimenti di quella giornata esistono numerose testimonianze tra cui quelle annotate nel diario del Borjes, quelle riportate nelle memorie di Crocco, quelle pubblicate da Basilide Del Zio e infine quelle rese note da Giacomo Racioppi nel suo volume Storia dei moti di Basilicata e delle provincie contermini nel 1860.
Le schiere di Crocco, giunte nei pressi di Trivigno, furono accolte a fucilate dando vita a un combattimento che si protrasse per alcune ore, descritto da Crocco nelle sue memorie:
Gli eccessi compiuti da Crocco e dai suoi uomini furono tali da disgustare Borjes, che nel suo diario riportó:
Il paese fu posto a ferro e fuoco, non solo dagli uomini di Crocco poiché «la plebe si aggiun[s]e ai predoni, il paese [andò] in fiamme e rapine; la colta cittadinanza o fugge o si nasconde, o muore con le armi alla mano». Secondo quanto ancora riportato da Basilide Del Zio, a Trivigno in quell'occasione furono massacrate sei persone: Domenico Antonio Sassano, Michele Petrone, Teresa Destefano, Giambattista Guarini, Cristina Brindisi e Rocco Luigi Volino.
Le bande cariche di bottino, lasciata il 4 novembre Trivigno, proseguirono la loro marcia verso Calciano dove giunsero nella giornata successiva.

### Simboli
Al tempo della dominazione aragonese nel riordino delle province furono inventati gli stemmi per distinguersi. L'arma di Trivigno riproduceva in campo azzurro tre monti: sul medio un abete, sugli altri due arboscelli. Tale stemma è presente nel fastigio posto alla sommità della cassa di risonanza dell'organo della chiesa madre, risalente al 1753 ed è riportato nell'album offerto dalla Provincia di Basilicata al Re e alla Regina d'Italia in occasione della loro visita a Potenza nel 1882, sul monumento ai caduti della I guerra mondiale sito nella piazza 4 Novembre e in un timbro custodito nell'archivio comunale. Lo stemma attuale, così come è riprodotto anche sul gonfalone, ha disegnato un campo azzurro con "tre vigne o riti di verde, piantate su tre cime di un monte dello stesso, e fruttate d'oro". Tale arma, definita agalmonica, è stata elaborata da Giuseppe Gattini all'inizio del XX secolo con l'intento di richiamare l'origine del nome del paese. Lo stemma e il gonfalone sono stati concessi con decreto del presidente della Repubblica del 30 luglio 1984.

## Monumenti e luoghi d'interesse

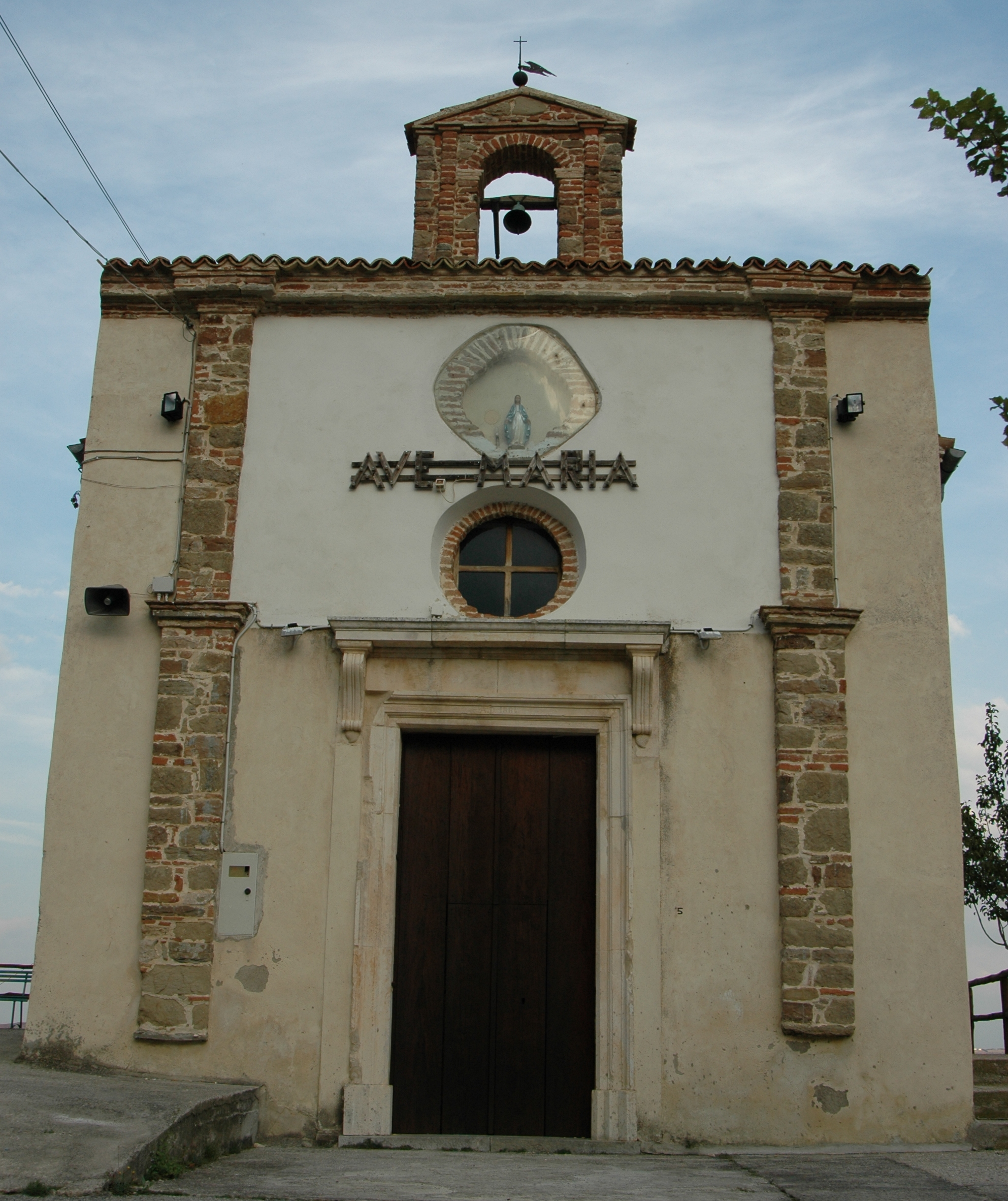
La chiesa di San Rocco

- Chiesa Madre di San Pietro Apostolo
- Chiesa campestre di Sant'Antonio di Padova (in località Epitaffio)
- Cappella di Sant'Antonio Abate (1691)
- Cappella di San Rocco (in località Infrascata)
- Tempietto di Santa Maria (in contrada San Leo)
- Monumento ai Caduti della I Guerra Mondiale
- Palazzo Russo
- Palazzo Coronati
- Palazzo Brindisi
- Lago di Ponte Fontanelle

## Società

### Evoluzione demografica
Abitanti censiti

### Lingua e dialetto
Nel periodo della dominazione normanna si ebbe una mescolanza tra il francese e il parlato presente allora e cambiarono addirittura nomi e cognomi di molte persone. Ci furono molte variazioni a partire dalla formazione dei cognomi con la trasformazione del "di" in "de" (es. di Marco in de Marco), con il diminutivo del nome del padre (es di Ciccio in Ciccariello, ecc.), oppure individuando i membri di una famiglia con il plurale del nome paterno (es. da Guarino, Guarini; da Volino, Volini, ecc.). I cognomi potevano anche essere matronimici: derivate da un antico soprannome della madre (la Pelosa in Peloso, Pelusi), o da un suffisso accrescitivo o diminutivo del nome materno (es. da Maria, Mariotta e Marotta, ecc.). Molto usati i cognomi derivati da nomi di persona (es. da Biase a Blasi, ecc.), dal mestiere di un antenato (es. Pellettieri, ecc.), da qualità o difetti fisici (Ciano, dagli occhi blu, ecc.), dal vestiario (Coppola, ecc.), da animali selvatici (Lence, ecc.), da uccelli (Jerinò, ecc.), da pesci (Raja, ecc.), da fiori (Gilio), da legumi (Cecere, ecc.), dal ceto sociale (Villano, ecc.), dai mesi dell'anno (Maggio, ecc.), dalle monete (Taccone, ecc.) e dai colori (Russo, da rosso dei capelli, ecc). Molti cognomi sono derivati da città o dai nomi di rispettivi luoghi (es. Brindisi, Vignola, ecc.), altri di origini straniere (es. Albanese, Musacchio; Catalana o Spagnola, Moles, ecc.), o derivano da nazioni (Grieco, ecc.) o da tradizioni religiose e cristiane (Prejte, ecc.). E infine altri cognomi derivanti dall'immigrazione piemontese, come Doto, Zito, ecc.).

### Tradizioni e folclore
- 15-16 gennaio. La notte dei falò (festa di Sant'Antonio abate)[senza fonte]
- 13 giugno. Festa in onore di Sant'Antonio da Padova: la statua del santo viene portata al santuario fuori dall'abitato, e vi rimane tutta l'estate fino agli inizi di settembre.[senza fonte]
- 29 giugno. Festa in onore di San Pietro apostolo e martire, patrono di Trivigno.

I costumi della popolazione trivignese si ispiravano molto ai colori e alle caratteristiche dell'oriente soprattutto della Grecia e dell'Albania.
a) Il costume delle donne era molto ricco e decorato, costituito dalla gonna arricciata in vita e lunga fino al polpaccio di colore: viola, verde, rosso, grigio scuro. Le gonne invernali erano realizzati con tessuti come "scottino"(pannolana tessuto in casa), "filandina" (flanella) o di pesante damasco rosso (gippone). Mentre le gonne estive erano realizzate di "setiglia" (tessuto leggero colorato o a fiori). La gonna era un indumento che si portava al di sopra della sottana ed essa poteva essere dello stesso tessuto con due pettorali di "setiglia" rossa. Poi indossavano una camicia bianca di tela casereccia o fine, con scollatura talvolta orlata con "pizzi" (merletti) o "pinta" (ricamata). Al di sopra della camicia o solo esso, si portava un corpetto dello stesso tessuto della gonna o di seta, che copriva gran parte della spalla, mentre sul davanti era molto scollato e da esso uscivano i "pettorali" di seta "scarlattina". Le eventuali mezze maniche erano tenute ferme da fettucce o da nastri in modo da lasciare uscire lo sbuffo delle maniche. Completavano il costume il "vandesino" (grembiule), che poteva essere di lana, "scottino", soia, lino e di "taffittano" (taffettà), tutti colorati. Portavano in testa la legatura, cioè il fazzoletto di mussola, "orletta" o "orlettone", a volte guarnita di "pizzilli"; d'inverno si usava un panno di lana scarlettato. Gli indumenti venivano anche distinti da un ceto sociale all'altro perché le sottane, il panno per la testa e a volte le mezze maniche venivano guarnite con una fascia di seta per il ceto dei "mastri", con un gallone d'argento e per le donne dei "massari, notai, medici" o con un gallone d'oro per coloro che si ritenevano di nobiltà locale (luogotenenti e mastrodatti). Ovviamente non mancavano gli accessori come orecchini pendenti (sciaccaglie) o a cerchi (ghietti), anelli, spille e catene d'oro, mentre il collo era ornato da una girogola detta cannacchino, che poteva essere di granati, coralli o d'oro.

## Infrastrutture e trasporti

### Strade
- Strada statale 407 Basentana
- Strada provinciale 16

### Ferrovie
- Stazione di Trivigno, sulla ferrovia Battipaglia-Potenza-Metaponto

## Amministrazione
I vari sindaci che si sono susseguiti dagli anni 1980 al 2020
- 1980-1994 Ilario Ungaro
- 1994-2004 Antonio Molfese
- 2004-2009 Antonio Fanelli
- 2009-2019 Michele Marino
- 2019 Marco Guarini